# Eschweilera amazoniciformis
Eschweilera amazoniciformis är en tvåhjärtbladig växtart som beskrevs av Scott A. Mori. Eschweilera amazoniciformis ingår i släktet Eschweilera och familjen Lecythidaceae. Inga underarter finns listade i Catalogue of Life.